# Проект реформы русской орфографии 1964 года
Проект усовершенствования русской орфографии 1964 года — неосуществлённый проект изменения некоторых правил русской орфографии, предложенный в 1964 году.

## История
В 1963 году была создана Комиссия по усовершенствованию русской орфографии при Институте русского языка Академии наук СССР. 24 сентября 1964 года в газете «Известия» были опубликованы «Предложения по усовершенствованию русской орфографии». По мнению авторов проекта, «существующая в настоящее время система правил русской орфографии и пунктуации не нуждается в коренном пересмотре, но имеет известные недостатки, которые усложняют изучение русского языка, отрицательно сказываются на работе школ и уровне грамотности населения».

## Содержание проекта

#### I. Новые правила (сравнительно со сводом правил 1956 года)
1. Оставить один разделительный знак Ь (Ъ исключается из алфавита): подьезд, обьём, подьём и т.д.
2. После Ц всегда писать И: циган, циркуль, сестрицин.
3. После Ж, Ч, Ш, Щ, Ц писать под ударением О, без ударения — Е: жолтый, жолудь, шов, течот, окружонный, жжот, но желтеть, желудей, щека, чернеть, плачем и т.д. Слово ещё пишется с Ё независимо от того, находится оно под ударением или нет. Некоторые заимствованные слова (жокей, жонглер, шокировать, шоссе, шофер и др.) пишутся с буквой О.
4. После Ж, Ч, Ш, Щ не писать Ь: читаеш, выпеч, стрич и т.д.
5. Отменить чередование в корнях: зар-зор, раст-рост, гар-гор, плав-плов и т. д.
6. Вместо двух суффиксов -инский и -енский писать только -инский.
7. Вместо двух суффиксов -ец- и -иц- писать только -ец-: платьеце, пальтецо и т.д.
8. Отменить двойные согласные в иноязычных словах. С удвоенными согласными пишутся слова сумма, гамма, ванна.
9. Упростить написание н-нн в причастиях. В приставочных причастиях пишется нн (израненный, написанный, перегруженный), в бесприставочных - н (раненый в руку, писаные маслом картины, груженая кирпичом машина).
10. Сочетание пол- (половина) с последующим родительным падежом существительного или порядкового числительного писать всегда через дефис.
11. Сложные существительные, начинающиеся с элементов вице-, унтер-, обер-, экс-, лейб-, штаб- писать слитно.
12. Писать все частицы раздельно, за исключением случаев, когда они входят в состав целых слов (чтобы, также): кто то, кто нибудь, где либо.
13. Допустить факультативные написания флексий существительных: о Василии - о Василие; на линии - на линие, к линие; о задании - о задание.
14. Изъять исключения:
  1. Писать «жури», «брошура», «парашут».
  2. В передаче уменьшительного суффикса существительных, обычно передаваемого как «-еньк-» («заенька», «паенька», «баеньки»).
  3. Писать «достоен», «заец», «заечий».
  4. Прилагательные с суффиксом -ян- (-ан-) всегда писать с одной «н» («деревяный», «оловяный», «стекляный»).

#### II. Правила 1956 года, подвергшиеся уточнению или частичным изменениям
1. Допускается написание И, Ы для приставок, оканчивающихся на согласный с корнем: предисторический и предысторический, предынфарктный и прединфарктный, и т.д.
2. Слитное, раздельное и дефисное написания отрицания, наречий. Отменён дефис в написании наречий: порусски, понашему, вопервых и т.д. Устранено раздельное написание наречий, которые не могут рассматриваться как существительные: подспудом, воткрытую. Слова под руку, в охапку разрешено писать слитно и раздельно.
3. Прописные буквы.
4. Правила переносов.
5. Пунктуация.

#### III. Правила 1956 года, обсуждавшиеся в комиссии, но оставшиеся без изменений
1. Необязательное написание буквы Ё
2. Написание через Ё слов типа бульон, майор и т. д.
3. Э, Е после гласных
4. Беглые гласные в формах род. пад. мн.ч. ж. и ср. р. имён существительных
5. Приставки без-, воз-, из-, низ-, раз-, роз-, чрез-, через- писать через З
6. Неударяемые гласные в личных глагольных окончаниях
7. Сложные прилагательные, первый компонент которых оканчивается на гласную, писать слитно
8. Отвергнутые предложения об изменении графики: замена буквы И на І, изменение начертаний букв Щ, Э, Ё и др., замена кириллицы латинскими буквами

## Судьба проекта
Проект имел как сторонников, так и противников, однако получил одобрение на самом высоком уровне, включая первого секретаря ЦК КПСС Н. С. Хрущёва. Конец дискуссии положила отставка Хрущёва 14 октября 1964 года. После снятия с должности Хрущёва характер публикуемых в прессе материалов изменился: количество негативных отзывов резко возросло, а число положительных, напротив, существенно уменьшилось. Из участвовавших в комиссии писателей за реформу высказывались писатели Корней Чуковский и Виктор Шкловский, против — Михаил Исаковский и Леонид Леонов. Было принято решение сообщить, что орфографическая реформа экономически бесполезна и влечёт к бессмысленным затратам.